# كريس أنكر سورنسن
كريس أنكر سورنسن (بالدنماركية: Chris Anker Sørensen)‏ ولد بتاريخ 5 سبتمبر 1984 في الدنمارك، هو دراج دانمركي في صنف سباق الدراجات على الطريق. شارك في دورة الألعاب الأولمبية الصيفية.

## سجل النتائج

### سباقات أو مراحل فاز بها
- طواف إيطاليا

### المراكز
- حقق المركز الـ 10 في طواف بولندا 2013
- حقق المركز الـ 9 في طواف بريطانيا 2015

## روابط خارجية
- الموقع الرسمي
- كريس أنكر سورنسن على موقع الاتحاد الدولي للدراجات (الإنجليزية)
- كريس أنكر سورنسن على موقع أرشيف الدراجات (الإنجليزية)
- كريس أنكر سورنسن على موقع إحصائيات الدراجات الإحترافية (الإنجليزية)
- كريس أنكر سورنسن على موقع نسبة الدراجات (الإنجليزية)
- كريس أنكر سورنسن على موقع CycleBase (الإنجليزية)
- كريس أنكر سورنسن على موقع أوليمبيديا (الإنجليزية)